# Famille de Rochefort d'Ally
La famille de Rochefort d'Ally, éteinte en 1855 en ligne masculine, est une famille noble d'Auvergne citée dès le XIe siècle.

## Histoire
Cette famille est connue en Auvergne dès le commencement du XIe siècle.
Antoine de Rochefort épousa Marguerite, héritière d'Ally. Ils fondent en 1001 le prieuré de Bonnac, dit de Rochefort, dans le diocèse de Saint-Flour,.
Le lignage remonte, selon Chérin, à Aymon de Rochefort. On sait que ce dernier donna, en 1190, l'église d'Ayelle au monastère de Saint-Allyde ; la date de son décès n'est pas connue. Il fut le père de :
1. Guillaume 1er de Rochefort, seigneur d'Ally
2. Bernard de Rochefort, évêque du Puy de 1231 à 1236[5]

Guillaume 1er fut seigneur d'Ally, Meyssac, Saint-Cirgue et Beaumont, en partie, et est connu par des actes de 1200 et 1230. Il épouse Éléonore, dame de Fontanier et de Vèze, dont il eut huit enfants :
1. Guillaume II, seigneur d'Ally
2. Ithier, doyen de Brioude en 1277, décédé le 27 février 1278
3. Jean, chanoine de Brioude puis prévôt en mars 1281, vivant en 1285
4. Bernard, chanoine et prévôt de Brioude suivant, passé en octobre 1301
5. Aymon, à l'origine de la branche des seigneurs d'Aurouze
6. Armand
7. Hugues, moine à l'abbaye de Conches
8. Isabelle, qui épousa Bertrand d'Allonches.

Guillaume II de Rochefort, chevalier, seigneur d'Ally, fit au mois d'août 1269, avec les prieurs et religieux de Sauxillanges, un échange dont l'acte est conservé aux Cordeliers de Brioude. Il épousa Béatrix de Montboissier, celle-ci était veuve de lui dès 1281. Ils eurent deux enfants connus :
1. Odilon, seigneur d'Ally
2. Guillaume, chanoine de Brioude.

Odilon de Rochefort rédigea son testament le vendredi 17 août 1283. Il y prévoit que son épouse, Marguerite, ait la jouissance de la forteresse d'Ally, et la déclara tutrice de ses enfants, au nombre de trois :
1. Guillet, disparu en 1283
2. Guignon, seigneur d'Ally
3. Marguerite.

## Membres notables
- Hugues de Rochefort, baron d'Ally, chevalier des Ordres du roi, conseiller d'État et grand chambellan de Charles VII en 1453[6].
- Hector de Rochefort d'Ally (c.1467-1532), évêque de Toul et de Bayonne[6].
- Louis-Henri de Rochefort d'Ally (c.1710-1772), évêque de Chalon-sur-Saône de 1753 à 1772.
- Claude de Rochefort d'Ally, gentilhomme du duc d'Alençon.

## Héraldique
Les armes des Rochefort d'Ally se blasonnent ainsi : De gueules, à la bande ondée d'argent, accompagnée de six merlettes mises en orle.,,

On trouve aussi : De gueules, à la bande ondée d'argent, accompagnée de six merlettes de sable.